# アラジン (ユニット)
アラジン（英語表記:aladdin）は、フジテレビ系列で放送されていたクイズ番組『クイズ!ヘキサゴンII』から生まれた羞恥心とPaboの合体ユニットである。
ユニット名の由来は、作曲者の高原兄がかつて所属していたバンド「アラジン」から。双方を区別するため、正式名称は「Aladdin the second」（アラジン・ザ・セカンド）で、CDジャケットや帯にはそのようにユニット名が記載されている。

## 概要
『クイズ!ヘキサゴンII』常連出演者の「おバカタレント」で結成された女性3人組ユニット「Pabo」（2007年9月にCDデビュー）と、男性3人組ユニット「羞恥心」（2008年4月にCDデビュー）の2組の合体ユニットとして結成された。2008年7月30日にシングル「陽は、また昇る」を発売した。
羞恥心のデビュー曲「羞恥心」の大ヒットから、『ヘキサゴンII』司会の島田紳助は番組発ユニットの『NHK紅白歌合戦』出場に対する意欲を見せるようになっており、本ユニット結成発表時から「Paboも（羞恥心と）一緒に紅白へ」という目標を掲げていた。2008年末に「羞恥心 with Pabo」名義ではあったが、『第59回NHK紅白歌合戦』に出場を果たす。
2009年1月2日をもって羞恥心が音楽活動を休止。さらに同年7月末からの野久保の芸能活動休業により、6人での活動は無くなる。以降「陽は、また昇る」を歌う際は、他の『ヘキサゴンII』出演者と合わせて「ヘキサゴンオールスターズ」による同曲披露とされるようになる。「アラジン」という呼称は2008年以外は（番組やレコード会社など「送り手」の側からは）、あまり使われていない。
2011年9月28日で『ヘキサゴンII』の放送が終了。同年11月26日に開催された「ヘキサゴンファミリーコンサート2011」にて、野久保が3年ぶりにコンサートに（事前の告知無しに）出演し、羞恥心の3人およびアラジンの6人全員が揃うこととなった。この日をもって羞恥心とPaboが解散すると発表され、最後に6人で挨拶をした。同日、『ヘキサゴンII』発信のメールマガジンにてアラジンの解散も正式に発表された。

## メンバー
メンバー・各グループのプロフィール詳細はそれぞれの項を参照のこと。
- 羞恥心
  - つるの剛士（リーダー）
  - 野久保直樹
  - 上地雄輔
- Pabo
  - 里田まい（サブリーダー）
  - スザンヌ
  - 木下優樹菜

なお、バックダンサーのFUJIWARAの2人は「自分たちもアラジンのメンバー」と頑なに主張している。2008年7月16日放送分の『ヘキサゴンII』では、そのことに関してのトークが盛り上がり、本来行われるはずだった「脳解明クイズ」が中止になる事態を招いている。周囲は「FUJIWARAは必要ない」と思っており、紳助曰く「実際にはFUJIWARA抜きの6人の方が音感が安定している」とのこと。結局、11月25日に発表された『第59回NHK紅白歌合戦』の出場者は「羞恥心 with Pabo」名義となっており、FUJIWARAの2人は省かれた形になったが、2人は応援団という形で他のヘキサゴンファミリーと共に紅白への参加を果たした。

## 経歴

### 2008年
- 7月2日 - 『クイズ!ヘキサゴンII』で羞恥心とPaboの合体ユニットとして「アラジン」の結成を発表。同時にシングル曲名（「陽は、また昇る」）を発表。
- 7月16日 - 『ヘキサゴンII』で「陽は、また昇る」を初披露。
- 7月30日 - シングル「陽は、また昇る」発売。
- 8月5日 - ニッポン放送にて単発のラジオ番組『アラジンのオールナイトニッポン』放送。
- 10月4日 - 代々木第一体育館で行われた「ヘキサゴンファミリーコンサート」に出演。
- 10月22日 - 「陽は、また昇る」も収録されたコンピレーション・アルバム『WE LOVE ヘキサゴン』発売。
- 10月30日 - NHKの音楽番組『MUSIC JAPAN』に出演。
- 11月27日 - 読売テレビ『ベストヒット歌謡祭2008』に「羞恥心&アラジン」として出演、新人アーティスト賞を受賞。
- 12月3日 - 『2008 FNS歌謡祭』に出演。羞恥心の音楽活動休止を発表。
- 12月31日 - 「羞恥心 with Pabo」として『第59回NHK紅白歌合戦』に出場。「羞恥心〜陽は、また昇る 紅白スペシャル」を歌唱。アンガールズ、FUJIWARA、品川庄司、岡田圭右（ますだおかだ）、波田陽区、小島よしお、ダンディ坂野、クリス松村、金剛地武志、中村仁美（フジテレビアナウンサー）も応援として参加。

### 2009年
- 7月26日 - 同日放送の『FNSの日26時間テレビ2009 超笑顔パレード 爆笑!お台場合宿!!』で、「FNS各局対抗三輪車12時間耐久レース」に参加するメンバーを応援するため「陽は、また昇る」を披露。また、野久保が翌日から芸能活動を休業すると発表される。
- 10月31日 - 国立代々木第一体育館で行われた「ヘキサゴンファミリーコンサート2009」では、「ヘキサゴンオールスターズ」として「陽は、また昇る」を披露。会場モニターに過去の野久保の姿を映す演出が施された[注釈 2]。
- 12月31日 - フジテレビ本社特設会場で行われた「ヘキサゴンカウントダウンライブ」に出演。日付を跨いだ2010年1月1日、フジテレビの生放送番組『キャンパスナイトフジ』内でのライブ中継に出演し、モニターに野久保の映像[注釈 3]を流す演出で「陽は、また昇る」をヘキサゴンファミリーとともに披露。ライブ終了後は皆『キャンパスナイトフジ』収録のスタジオに移動し、番組に合流した。

### 2010年
- 7月25日 - 同日放送の『FNSの日 26時間テレビ』グランドフィナーレで「陽は、また昇る」を出演者全員で合唱。
- 8月28日 - 木下と藤本が入籍。
- 12月11日 -　幕張メッセで行われた「ヘキサゴンファミリーコンサート2010」で、「陽は、また昇る」を前年と同じく「ヘキサゴンオールスターズ」として披露[注釈 4][注釈 5]。

### 2011年
- 8月23日 - 島田紳助が芸能界を引退。
- 9月28日 - 『クイズ!ヘキサゴンII』放送終了。
- 11月26日 - 幕張メッセで行われた「ヘキサゴンファミリーコンサート2011」に野久保が出演し、羞恥心、アラジンが勢揃いした。この日をもって羞恥心とPaboが解散となり、『ヘキサゴンII』のメルマガにてアラジンの解散も発表された。

### 解散後
- 解散発表後はメンバー6人で揃う場面がなかったが、解散直後の2011年12月にメンバーのスザンヌが結婚発表（のちに、2015年3月に離婚）。そしてその1ヶ月後、サブリーダーの里田が3月に結婚をすることを発表し、この時点で結成時点で既婚者であったつるの、活動中に結婚した木下に続き、メンバーの過半数が既婚者となったが、スザンヌが離婚発表し、その後上地が結婚を発表したことにより、野久保がメンバー唯一の未婚者となった。（独身は、スザンヌと野久保のみ）また、木下は2019年秋に発生したトラブルにより、芸能活動を休止し、同年末には 藤本とも離婚し、2020年7月に活動を再開するも、わずか5日後に芸能界を引退した。

## ディスコグラフィー

### シングル
- 陽は、また昇る（2008年7月30日発売、よしもとアール・アンド・シー）
作詞：カシアス島田 / 作曲：高原兄 / 編曲：斎藤文護・岩室晶子